# Rostislav Derjypilsky
Rostislav Lioubomyrovytch Derjypilsky, né le 7 octobre 1975 à Kossiv dans l'oblast d'Ivano-Frankivsk, est un metteur en scène et acteur ukrainien, artiste du peuple d'Ukraine et directeur artistique du théâtre académique régional de musique et d'art dramatique d'Ivano-Frankivsk, du nom d'Ivan Franko.

## Biographie

### Formation
Rostislav Derjypilsky a effectué ses études secondaires dans sa ville natale à l'école secondaire n°1. Il y obtient une médaille d'or. Il étudie à l'Université nationale Ivan Franko de Lviv où il obtient un diplôme du département d'histoire. Le suivi des études à l'Institut supérieur d'État de musique Mykola Lysenko de Lviv dans le département de théâtre lui permet d'être diplômé acteur dramatique et acteur de cinéma en 1998,.

### Carrière
De 2000 à 2008, Rostislav Derjypilskyi est acteur et professeur dans différents établissements de théâtre et d'enseignement à Kiev et Ivano-Frankivsk. Durant cette même période, il est acteur dramatique au Théâtre musical et dramatique régional d'Ivano-Frankivsk Ivano Franko et au théâtre de Scène libre de Kiev,. Dès 2000, il fonde le groupe "Galileo Galilei" où il joue comme soliste. Il obtient des prix et notamment, est lauréat du festival "Brothers of the Blues - Noël 2000" à Kalouch dans l'oblast d'Ivano-Frankivsk mais aussi dans les festivals panukrainiens "Tchernova Routa" et "Perles de la saison" en 2001 à Kiev.
En 2008, il devient directeur du théâtre où il a été formé, le Théâtre dramatique académique national Ivan Franko d'Ivano-Frankivsk, puis à partir de 2011, il en est aussi le directeur artistique. Plus tard, il devient professeur de théâtre à l'Institut des Arts de l'Université nationale des Carpates. V. Stefanyka.
En 2002, il joue le rôle de Dovbouch dans le court métrage Le Conte de Dovbouch (réalisé par V. Tsyvinskyi) ; court métrage qui obtient le prix spécial du festival du film "Open Night" à Kiev en 2003) et en 2023 le rôle de Pravitsia dans Dovbouch de Oles Sanin.
En 2015, il dirige la fondation caritative «Комплекс палацу Станіслава Потоцького з брамами» (« Complexe du palais Stanislav Pototsky avec portes »). Avec Irma Vitovska, ils collectent de l'aide pour le traitement des enfants atteints de cancer lors d'une tournée en Ukraine.

## Récompenses
- 2007 : Artiste émérite d'Ukraine
- 2009 : Lauréat Prix Vladimir Blavatsky de l'Union Nationale des acteurs de Théâtre (USA-Ukraine) (uk)
- 2009 : Medaille "Pour le Mérite de la Prykarpattia" de l'administration régionale d'état d'Ivano-Frankivsk et du conseil régional d'Ivano-Frankivsk Regional Council
- 2013 : Lauréat du Prix Vitaliy Smolyak dans le champ d'Art théâtral
- 2015 : Diplôme honorifique du Cabinet des ministres de l'Ukraine (en)
- 2015 : Artiste du peuple d'Ukraine
- 2019 : Lauréat du Prix national Taras-Chevtchenko dans la nomination «Art théâtral» : pour les représentations de "Énéide" de I. Kotlyarevsky, Elle est la Terre de V. Stefanyk, HAMLET de W. Shakespeare, Oscar et la Dame en rose de E.E. Schmitt, Théâtre dramatique académique national d'Ivano-Frankivsk du nom d'Ivan Franko
- 2020 : Ordre du Mérite (Ukraine) de niveau III